# Lista caselor de discuri
Pentru o listă de case de discuri vezi:
- Lista caselor de discuri: 0-9
- Lista caselor de discuri: A-H
- Lista caselor de discuri: I-Q
- Lista caselor de discuri: R-Z